# 황학수
황학수(黃學秀, 1879년 7월 9일 ~ 1953년 3월 12일)는 한국의 독립운동가이다. 본관은 창원(昌原)이며, 호는 몽호(夢乎)이다.

## 생애
- 1879년 7월 9일 충청북도 제천에서 출생.
- 1898년 대한제국 무관학교를 졸업하고 육군 참위에 임관한 뒤 부위로 승진되어 육군유년학교의 교관으로 활동
- 1907년 8월 대한제국 군대가 일제에 의해 강제로 해산되자 고향으로 낙향한 뒤 동지와 협력하여 동명학교를 설립하고 육영사업에 전념
- 1919년 3·1운동에 참가하고 이후 중국 상해로 망명하여 대한민국 임시정부 임시의정원의원 및 군무부 비서국장으로 선임되어 활동
- 1920년 남만주로 건너가 서로군정서의 참모장과 중앙집행위원 및 군사부장을 역임하면서 무장독립투쟁에 활동
- 1923년 북만주 신민부의 중앙집행위원 및 참모부장에 취임하고 1924년에는 신민부 군사부장으로 활약하면서 군민의회 중앙집행위원을 역임하였다. 한족동향회 이사와 한국독립당 집행위원과 한국독립군 사령에도 지냄
- 1938년 다시 대한민국 임시정부 군사위원에 취임했다가 1939년에 임시의정원의원에 재선되었고 조선혁명당 중앙집행위원도 겸하였다. 대한민국 임시정부 군사특파원으로 산시성 시안에 주둔중 1941년 광복군특별당부 집행위원장으로 활약 이후 충칭에 가서 대한민국임시정부 국무위원이 되었으며 생계부장으로 활동하다가 1945년 광복을 맞아 귀국하였다.

## 사후
- 대한민국 정부는 그의 공훈을 기려 1962년 건국훈장 독립장을 추서하였다.